# أحمد حسن علي كامل
أحمد حسن علي كامل (ولد في 14 مارس 1997 في المنامة، البحرين) لاعب كرة قدم بحريني يجيد اللعب في مركز الظهير الأيسر. يلعب حاليا لصالح النجمة البحريني منذ 2023.